# Matorral de la vallée de Tehuacán
Localisation
Le matorral de la vallée de Tehuacán est une écorégion terrestre définie par le Fonds mondial pour la nature (WWF), qui appartient au biome des déserts et brousses xériques de l'écozone néotropicale. Il se situe entre les états mexicains de Puebla et d'Oaxaca.
La vallée de Tehuacán est limitée au nord par la vallée de Tepeaca, au sud, elle se termine par les gorges de Cuicatlán, à l'ouest elle est séparée de la Mixteca par la sierra de Zapotitlán, et à l'est, la sierra de Tehuacán la sépare de la Sierra Negra et le Citlaltépetl.
La vallée se caractérise par la sécheresse de son climat. Avec une moyenne annuelle de précipitations assez réduite, la vallée héberge principalement des espèces végétales et animales caractéristiques des terres chaudes et sèches (thermophilie et xérophilie). Nombreux sont les endémismes de la région et sachant que le niveau de perturbation anthropique de la région naturelle a été assez réduite, elle a été déclarée zone protégée, comme partie de la Réserve de biosphère Tehuacán-Cuicatlán. La vallée de Tehuacán fait partie du bassin du Papaloapan, et est sillonnée par des cours d'eau tels que le Tehuacán, le Zapotitlán, le Zapoteco.
Vers 8000 avant aujourd'hui, la vallée de Tehuacán est un des foyers primitifs de la domestication du maïs. Des indices des processus que les mésoaméricains ont menés pour maîtriser la culture de cette céréale qui reste aujourd'hui d'importance vitale pour les habitants de la région, ont été trouvés dans la grotte de Coxcatlán, Ajalpan et d'autres sites de la région. Le climat de Tehuacán est si sec que cela a permis la conservation des xilotes (soies ou styles récepteur du pollen) des premiers maïs cultivés dans la région.